# Radio Alice
| “ | Rádio Alice transmite música, notícias, jardins floridos, conversa fiada, invenções, receitas, horóscopos, filtros mágicos, amores, boletins de guerra, fotografias, mensagens, massagens, mentiras... | ” |

A Radio Alice foi uma das primeiras rádios livres italiana. Transmitia a partir de Bolonha, em fins dos anos 1970.

## História
A Radio Alice começou a transmitir em 9 de fevereiro de 1976 usando um transmissor originalmente militar, na freqüência de 100,6 MHz.
A estação foi fechada  em 12 de março de 1977, quando o estúdio foi invadido pelos carabinieri. Mobiliário e equipamento foram destruídos e todos os presentes no estúdio foram levados à delegacia e depois à prisão de San Giovanni in Monte, tendo sido processados sob a acusação - que depois se revelou infundada - de terem dirigido, através das transmissões da rádio, os violentos tumultos que   Francesco Lorusso, um estudante de medicina e militante da organização extraparlamentar Lotta Continua, foi  morto pelos carabinieri, durante uma manifestação de rua, em Bolonha. Posteriormente foi provado que a rádio não havia dirigido mas apenas noticiado, ao vivo, os eventos. A investigação sobre os policiais que haviam disparado contra Lorusso foi arquivada. A rádio foi reaberta dois anos mais tarde e alinhou-se politicamente ao movimento autonomista. Depois que encerrou definitivamente suas transmissões, a frequência foi concedida pelo governo à Radio Radicale.

## Perfil
A Radio Alice cobria uma multiplicidade de assuntos: protestos laborais, poesia, lições de ioga, análise política, declarações de amor e música de Jefferson Airplane, Area ou Beethoven. Entre seus participantes estiveram Franco "Bifo" Berardi, Maurizio Torrealta e Filippo Scozzari. Em 2002 alguns dos antigos membros da equipe participaram da fundação da Orfeo TV, a primeira Telestreet (TV pirata) italiana.

## Filmografia
- Alice è in paradiso(ITA, 2002, 58'), documentário de Guido Chiesa sobre a história da Radio Alice.